# ChromeOS
，前稱Chrome OS，是由Google設計基於ChromiumOS的操作系统，並使用Google Chrome瀏覽器作為其主要用戶界面。因此，ChromeOS主要支持Web應用程序，2016年起開始陸續兼容Android應用程式（可通过Google Play商店下載）和Linux應用程式。
Google於2009年7月宣布該項目，將其視為操作系统，應用程序和用戶數據都位於雲端，因此ChromeOS主要運行Web應用程序，但也可以安裝Android應用程序。最初設定在小筆電上使用，之後推展到筆記型電腦（Chromebook）和桌上型電腦（Chromebox）上，在2011年上半年正式發表上市，Google在2013年推出Chromecast，运行精简版ChromeOS。“ChromeOS”可以在x86或ARM兩種微處理器上运行。
Google已於2009年11月19日，將“ChromeOS”以“ChromiumOS”之名採用开放源代码。雖然“ChromeOS”植基於Linux内核，不過它會使用“一種新的系統”而不會採行目前正在使用中的Linux標準視窗系統，比如X Window系統。
ChromeOS能透過Google所發布的ChromeOS Flex來在Windows電腦及Mac上實現類似ChromeOS的作業系統。Google於2020年收購了Neverware，並在2022年2月釋出基於CloudReady的ChromeOS Flex早期公測版本，可供一般x86架構電腦安裝。

## 发布原因
|               | 发布Chrome浏览器之后的9个月是令人兴奋的。今天，全球超过3千万的用户经常性地在使用它。我们为那些非常依赖网络的人们设计Chrome浏览器，帮助他们搜索信息、查收邮件、获知新闻、购物，或者与朋友保持联络。然而，浏览器工作在的各种作業系统却诞生于没有互联网的时代：这正是为什么今天我们要宣布这个新的项目：Chrome作業系統，它是Chrome浏览器的自然延伸，也是我们重新思考作業系统之道的尝试。 |
| ——桑德尔·皮蔡 | |

有人认为，“ChromeOS”的形成是Google对Microsoft和Apple的正面挑戰的重要一步。同样在7月，Google前一天去除Gmail、Google日历、Google Talk和Google文件的beta標籤，意在吸引更多企业用户。这些應用也是Microsoft Office软件套装的竞争对手。

## 設計準則
Google介紹“ChromeOS”的設計理念是朝極簡方向走，很像Google Chrome。
依此方向，Google希望將大部分的使用者界面從桌上型環境轉移到万维网上。云计算將會是這種設計裡的最大的一部分。對於軟硬件設計發展人員，Google發出「網路即平臺」的觀點。
Google亦說明“ChromeOS”是會和手機的Android作業系統分離開來，Android主要是設計給智能手机使用。而“ChromeOS”是設定給那些將大部分時間都花在互联网的用戶使用，至Chrome Web Store下載Web App，可以运行在筆記型電腦和桌上型電腦上。

## 應用程式

### 多媒體播放器，檔案管理器
Google將媒體播放器整合到Chrome作業系統和Chrome瀏覽器中，使用戶可以在離線時播放MP3，查看JPEG和處理其他多媒體檔案，且支援DRM視訊。
Chrome作業系統還包括一個整合型的檔案管理器，類似於其他作業系統上的檔案管理器，可以顯示目錄及其從Google雲端硬碟和本機儲存裝置中包含的檔案，以及使用各種Web預覽和管理檔案內容應用程式，包括Google文件和表格。自2015年1月以來，Chrome作業系統還可以將額外的儲存裝置來源集中到檔案管理器中，依靠使檔案件系統提供程序API的已安裝擴充套件。

### Chrome應用程式
Google鼓勵開發人員不僅為ChromeOS構建傳統的Web應用程序，還為Chrome應用程序（Chrome Apps，以前稱為Packaged apps）構建。從用戶的角度看，Chrome應用程序與常用本機應用程序類似：它們可以在Chrome瀏覽器之外啟動，默認情況下處於離線狀態，可以管理多個視窗，並與其他應用程序交互。所使用的技術包括HTML5、JavaScript和CSS。2020年1月，Chrome团队宣布打算逐步停止对Chrome Apps的支持。2020年3月，Google停止新的Chrome Apps上傳至网络商店。2022年6月以後，Google將不再支持Chrome Apps。

### Android應用程式
2016年5月20日，Google在Google I/O上表示，將會把Google Play商店和Android App帶到ChromeOS中，使ChromeOS可以執行Android APP增加推行Chromebook和Chromebox的動力，解決該平台應用程式不足的問題；此外Chromebook在美國市場出貨量已經超越蘋果Mac。
市場傳言Google把Android應用程式整合進ChromeOS是想將兩者合併，但Android、ChromeOS與Google Play部門的資深副總裁Hiroshi Lockheimer在專訪中駁斥外界傳言，稱並不會將兩者合併，ChromeOS更像是一台電腦，以桌面、檔案管理、滑鼠和鍵盤為基礎，再搭配App，而Android則是以觸控App為核心，兩者的市場模式不同並不會嘗試合併。

### Linux應用程式
在2018年1月23日，Google在Git平台公布Project Crostini，一個計劃可以讓主流Linux的命令列介面和圖形使用者介面的程序執行於虛擬終端機上的LXC容器內。

## 参閲
- 雲 (作業系統)（英语：Cloud (operating system)）
- Gazelle（英语：Gazelle (web browser)）
- Goobuntu
- Container Linux
- Firefox OS
- Google Fuchsia
- Windows 10X
- 輕量級Linux發行版
- 作業系統列表
- 作業系統歷史年表